# Scuola Grande di San Marco
Scuola Grande di San Marco – gmach w Wenecji przy Campo Santi Giovanni e Paolo. Ozdobny, efektownie wyglądający z zewnątrz, gmach kiedyś najbogatszej weneckiej konfraterni. W budynku przetrwała renesansowa fasada z iluzjonistycznym malowidłem, kapitularz oraz sale reprezentacyjne. Zwieńczenie fasady zaprojektował Mauro Codussi w 1490 r., dolną marmurową część ozdobił Pietro Lombardo. Prezentowane są tutaj XVI-wieczne malarskie dzieła Palmy starszego, Domenica i Jakopa Tintorettich.
Obecnie mieści się tutaj miejski szpital, do którego prowadzi brama z iluzjonistycznymi lwami po bokach. Hol szpitalny znajduje się w krużgankach dawnej dominikańskiej fundacji.